# Manuae (îles de la Société)
Pour les articles homonymes, voir Manuae.
Manuae, ou Scilly, est un atoll faisant partie des îles Sous-le-Vent dans l'archipel de la Société et dépendant administrativement de la commune de Maupiti.

## Géographie
Plus grand atoll corallien de l'archipel de la Société, Manuae se situe à 72 km à l'ouest-nord-ouest de Maupihaa. Tahiti se trouve à 545 km à l'est-sud-est.
Réserve naturelle depuis 1992, c'est un lieu de ponte important pour les tortues de mer.
Manuae est peuplé, en 2017, par environ une vingtaine de personnes, dominées par la famille Taputu, dont le patriarche est accusé de gérer l'île de manière autoritaire et anarchique.
L'exploitation du coprah, de la perle et la pêche sont les activités principales des habitants de l'île.